# El sueño de Arquímedes
El sueño de Arquímedes era un programa de radio de Radio Nacional de España que se empezó a emitir en septiembre de 2006 y que finalizó su emisión en junio de 2007, emitiéndose en total 41 programas.
El programa fue creado por Ángel Rodríguez Lozano, creador a su vez del denominado programa hermano Vanguardia de la ciencia. Como este último el programa se basa en la divulgación científica.
El nombre viene dado del sueño que tuvo Arquímedes por el cual con una palanca y un punto de apoyo podría mover el mundo.

## Programa
Antes del inicio de emisión de «El sueño de Arquímedes», Ángel Rodríguez Lozano había creado y presentaba otro programa en Radio Exterior de España llamado «Vanguardia de la ciencia» durante más de un decenio.
RNE le preguntó sobre la creación de otro programa de divulgación científica que fuera emitido los domingos de tres a cuatro de la tarde entre las noticias y la programación deportiva. De esta forma conseguía la atención un número mayor de oyentes.
El programa se ideó aún más ameno que el de Vanguardia de la ciencia con la inclusión de más música y entrevistas más breves.
El programa incluía también noticias de ciencia, y biografías de grandes científicos, escritas generalmente por Carmen Buergo.
Al final del programa Ángel hizo un descenso por las escaleras hasta las catacumbas de la radio en las que se encontraba, dentro de un escondido cuarto del que nadie conocía su existencia, el prototipo de científico loco llamado Alejandro Laguna. El científico vivía y tenía su laboratorio en este cuarto. En esta sección Alejandro realizaba un experimento que explicaba un acontecimiento cotidiano relacionado con la ciencia. La sección finalizaba con la demostración de un invento propio que acababa en desastre y tenía como consecuencia algún problema para Ángel.

## Fin de El sueño de Arquímedes
En junio de 2007, Vanguardia de la ciencia y El sueño de Arquímedes fueron cancelados por parte de la dirección de Radio Nacional. En contestación a una carta de un oyente, Ángel Rodríguez explicó que la decisión se englobaba dentro de la reestructuración de empleo que se estaba llevando a cabo de Radio Nacional, la cual pasaba por la prejubilación de empleados. Dentro de estos empleados estaba Ángel Rodríguez, que tenía 54 años en ese momento, por lo que fue prejubilado y el programa cancelado.

## Descargas
En la página web de RNE, 36 programas están todavía disponibles (a fecha de 17 de diciembre de 2007).